# Edgardo Debas
Pedro Edgardo Debas (Moulins, Francia, 23 de mayo de 1845 – Madrid, 28 de diciembre de 1891) fue un fotógrafo cuya vida profesional transcurrió en Madrid, donde comenzó junto a su hermano Fernando Debas. Se especializó en retratos así como en colaborar con la prensa ilustrada de finales del siglo XIX, como por ejemplo La Ilustración Española y Americana y los nobles de la época. Se instaló en la Puerta del Sol madrileña y tuvo su periodo de apogeo entre los años ochenta y noventa del siglo XIX. Falleció el 28 de diciembre de 1891. Su viuda Antonia Coronado se hizo cargo del estudio durante al menos los siguientes diez años hasta que en 1902 el fotógrafo Pedro Calvet se queda con el estudio y todo su fondo fotográfico.